# شهرستان مسجدسلیمان
شهرستان مسجدسلیمان یکی از شهرستان‌های استان خوزستان است. مرکز این شهرستان، شهر مسجدسلیمان است. این شهرستان در سال ۱۳۹۵، تعداد ۱۱۳٬۴۱۹ نفر جمعیت داشته‌است.این شهر منطقه ۳ کنکور است زیرا اصلا کیفیت خوبی ندارد ، بوی نفت میدهد شهرشان

## مردم‌شناسی
مردم این شهرستان از ایل بختیاری می‌باشند و به گویش بختیاری سخن می‌گویند.

## بخش‌ها و دهستان‌ها
این شهرستان در سال ۱۳۸۱ دارای چهار بخش مرکزی، گلگیر، لالی و اندیکا بود. در سال ۱۳۹۱، بخش عنبر شهرستان مسجد سلیمان تأسیس شد. بخش لالی در سال ۱۳۸۲ و بخش اندیکا در سال ۱۳۸۴ از شهرستان مسجد سلیمان جدا شدند و به شهرستان ارتقا یافتند.  درحال حاضر، شهرستان مسجد سلیمان دارای سه بخش، شش دهستان و سه شهر است:
- بخش مرکزی شهرستان مسجد سلیمان
  - دهستان جهانگیری
  - دهستان جهانگیری شمالی

شهر: مسجد سلیمان
- بخش گلگیر
  - دهستان تمبی گلگیر
  - دهستان تل بزان

شهر: گلگیر
- بخش عنبر
  - دهستان عنبر
  - دهستان ذیلابی

شهر: عنبر